# 関孝和 (小惑星)
関孝和（せきたかかず、7483 Sekitakakazu）は、小惑星帯にある小惑星。北海道の円舘金と渡辺和郎が発見した。
江戸時代の和算家、関孝和から名付けられた。